# Стейнар Брагі
Стейнар Брагі Гудмундссон (ісл. Steinar Bragi Guðmundsson; народ. 15 серпня 1975, Рейк'явік) — ісландський поет і прозаїк.

## Біографія
Вивчав літературу і філософію в Університеті Ісландії . Дебютував книгою віршів у 1998 .

## Твори
- Чорна діра / Svarthol, книга віршів (1998)
- Рідке очне яблуко / Augnkúluvökvi, книга віршів (1999)
- Вежа / Turninn, книга прози (2000)
- Бреши, Буратіно, бреши / Ljúgðu gosi, ljúgðu, книга віршів (2001)
- Неспокійні ляльки / Áhyggjudúkkur, роман (2002)
- Люди світанку / Sólskinsfólkið, роман (2004)
- Litli kall strikes again, книга прози (2005)
- Виходи / Útgönguleiðir, книга прози (2005)
- Приголомшливий секрет світобудови / Hið stórfenglega leyndarmál Heimsins, роман (2006)
- Жінки / Konur, роман (2008, номінація на Літературну премію Північної Ради)
- Небо над Тінгветлір / Himinninn yfir Þingvöllum, роман (2009)

## Визнання
Книги Брагі перекладені англійською, французькою, німецькою, шведською, норвезькою, польською мовами.